# Olivia Center
Olivia Center (* 18. März 2006) ist eine US-amerikanische Tennisspielerin.

## Karriere
Center spielt bislang überwiegend auf Turnieren der ITF Women’s World Tennis Tour, bei denen sie bislang aber noch keinen Titel gewonnen hat.
2023 erhielt sie als Siegerin der USTA Billie Jean King Girls' 16s and 18s National Championships zusammen mit ihrer Partnerin Kate Fakih eine Wildcard für das Hauptfeld im Damendoppel der US Open.